# L’Automobile
L’Automobile war ein belgischer Hersteller von Automobilen.

## Unternehmensgeschichte
Das Unternehmen hatte seinen Sitz in Ixelles/Elsene. Es gab eine Verbindung zum Karosseriebauunternehmen Matthys an derselben Adresse. Im März 1899 stellte das Unternehmen auf einer Messe in Brüssel erstmals Personenkraftwagen aus. 1902 endete die Fahrzeugproduktion. Matthys dagegen existierte bis mindestens 1906.

## Fahrzeuge
Bei den 1899 vorgestellten Fahrzeugen handelte es sich um zweisitzige Kleinwagen mit 2,5-PS-Motor und 3-PS-Motor. 1900 wurde eine Voiturette vorgestellt. 1901 kam das Modell La Torpille heraus. Die drei kleinen Varianten 4 CV, 6 CV und 8 CV hatten Kardanantrieb, die große Variante 12 CV einen Vierzylindermotor und Kettenantrieb. Die Motoren kamen von Kelecom.